# シグナル伝達兼転写活性化因子1
シグナル伝達兼転写活性化因子1（STAT1: Signal transducer and activator of transcription 1）は、ヒトのSTAT1遺伝子によってコードされる転写因子タンパク質であり、 STATタンパク質ファミリーの一員である。

## 機能
すべてのSTAT分子は、受容体関連キナーゼによってリン酸化されることにより活性化され、ホモ二量体またはヘテロ二量体を形成して、最終的に核に移行して転写因子として機能する。STAT1は、インターフェロンα（IFNα）、インターフェロンγ（IFNγ）、上皮成長因子（EGF）、血小板由来成長因子（PDGF）、インターロイキン-6（IL-6）、インターロイキン-27（IL-27）などのいくつかのリガンドによって活性化される。
I型インターフェロン（IFN-α、IFN-β）は受容体に結合し、キナーゼを介してシグナル伝達を引き起こし、ヤーヌスキナーゼ1及びTYK2、さらにSTAT1とSTAT2をリン酸化して活性化させる。 STAT分子は二量体を形成し、ISGF3G/IRF-9に結合する。これにより、STAT1は核内に進入することができるようになる。STAT1は、細胞の生存能または病原体応答に関わる多くの遺伝子発現において重要な役割を果たす。STAT1の2つのアイソフォームをコードする、選択的スプライシングによる2つの転写産物変異体がある。完全長バージョンであるSTAT1αは、STAT1の既知の機能のほとんどを担う主要な活性アイソフォームである。タンパク質のC末端の一部を欠くSTAT1βはあまり研究されていないが、STAT1の活性化を負に調節したり、IFN-γ依存性の抗腫瘍および抗感染活性を媒介したりすることが多数報告されている。
STAT1は、 I型、II型、またはIII型インターフェロンのいずれかのシグナルによる遺伝子の上方調節に関与している。IFN-γの刺激に応答して、STAT1は、GAS（インターフェロンγ活性化配列: Interferon-Gamma-Activated Sequence）プロモーターエレメントと結合するSTAT3とホモダイマー又はヘテロダイマーを形成する。また、IFN-α又はIFN-βの刺激からの応答により、STAT1は、ISRE（インターフェロン刺激応答エレメント: Interferon-Stimulated Response Element）プロモーターエレメントと結合することができるSTAT2とヘテロ二量体を形成する。いずれの場合においても、エレメントとの結合はISG（インターフェロン活性化遺伝子: Interferon-Stimulated Gene）の発現の増加を導く。
STAT1の発現は、ニンニクの成分であるジアリルジスルフィドによって誘導される。

### STAT1の変異
STAT1分子の変異は、機能獲得（GOF）と機能喪失（LOF）のどちらにもなり得る。それらは異なる表現型と症状を引き起こすのかもしれない。一般的な感染症の再発は、GOFとLOFの両方の変異で頻繁に見られる。人間では、STAT1は、集団が狩猟採集から農業に移行したときに、病原体のスペクトルの変化に伴い起こったときに強力な純化淘汰下にあった。

#### 機能喪失
STAT1遺伝子の機能喪失、すなわち欠損には多くの変異がある。 I型およびIII型インターフェロンへの反応を引き起こす可能性のある2つの主要な遺伝的障害がある。第一はSTAT1の常染色体劣性の部分的または完全な欠損であり、細胞内細菌感染症またはウイルス感染症を引き起こし、IFN a、b、gおよびIL27応答の障害が見られる。血清中に高レベルのIFNgが見られることもある。全血を分析したとき、IL12産生を伴うBCGワクチンおよびIFNgに対して単球は応答しなくなる。完全な劣性形態では、抗ウイルス薬および抗真菌薬に対する反応は非常に低い。第二は部分的なSTAT1欠損であり、これは常染色体優性突然変異でも生じる可能性がある。表現型においてIFNg応答の障害を引き起こし、患者に選択的細胞内細菌感染症（MSMD）を罹患させる。
90年代に作製されたノックアウトマウスでは、少量のCD4+およびCD25+制御性T細胞が検出され、IFNa、b、およびg応答はほとんど存在せず、寄生虫感染、ウイルス感染、細菌感染が発生した。ヒトにおけるSTAT1欠損症の最初の報告症例は常染色体優性突然変異であり、患者はマイコバクテリア感染症の傾向を示した。常染色体劣性型に関する症例も報告されている。 この2つの症例の患者は、STAT1転写産物にRNAスプライシングの障害を抱えたホモ接合型ミスセンス変異を持っていたため、成熟タンパク質に欠陥が見られた。患者は、IFNaとIFNgの両方に対する反応を部分的に損傷していた。劣性STAT1欠損症は原発性免疫不全症候群の形態の一つであり、患者が突然の、重度の、予期しない細菌およびウイルス感染症した場合は、潜在的にSTAT1欠損症である可能性がある。
インターフェロンは、ガンマ活性化因子（GAF）とインターフェロン刺激ガンマ因子3（ISGF3）の2つの転写活性化因子の形成を誘導する。マイコバクテリアに対する感受性に関連するがウイルス性疾患には関連しないヘテロ接合性生殖細胞系STAT1変異が、原因不明のマイコバクテリア疾患を有する2人の無関係な患者で発見された。この突然変異はGAFとISGF3の活性化の喪失を引き起こしたが、一方の患者では細胞表現型が優性でもう一方では劣性だった。このとき、インターフェロンによって刺激された細胞においてISGF3ではなくGAFの核蓄積が損なわれ、ヒトインターフェロンの抗ウイルス効果ではなく抗マイコバクテリア効果がGAFによって媒介されることを示した。別の例では、BCGワクチン接種後の播種性疾患と致死的ウイルス感染の両方を発症した2人の患者において、ホモ接合型STAT1変異が特定された。これらの患者ではSTAT1の完全な欠如があり、GAFとISGF3の両方の形成の欠如がもたらされていた。

#### 機能獲得
機能獲得変異は慢性皮膚粘膜カンジダ症（CMC）の患者で最初に発見された。この疾病は、カンジダ属細菌、主にカンジダ・アルビカンス（Candida albicans）による皮膚、口腔や性器の粘膜、及び爪における感染症であり、持続感染症の症状を特徴とする。CMCは原発性免疫不全症候群に起因することがよくあり、CMCの患者は、主に黄色ブドウ球菌による細菌感染症及び呼吸器系や皮膚の感染症を併発することがよく見られる。また、主にヘルペスウイルス科ウイルスによる、皮膚に影響を与えるウイルス感染症が見られることもある。また、CMCは、高免疫グロブリンE症候群（hyper-IgE）および自己免疫性多腺性自己免疫症候群I型の患者にもよく見られる症状として報告されている。これらの自己免疫疾患は、 T細胞が欠損している場合に非常に一般的である。CMC患者において、T細胞を産生するインターロイキン-17A（IL-17A）のレベルが低いことが確認されたため、IL-17Aの役割が明らかとなった。T細胞欠陥による他の一般的な症状には、結核菌（Mycobacterium tuberculosis）又は他の環境細菌によって引き起こされるマイコバクテリア感染症、1型糖尿病、血球減少症、胸腺の退行、全身性エリテマトーデスがある。
多くの遺伝学的手法により、ヘテロ接合性のSTAT1の機能獲得変異はCMCの症例の半分以上において原因であったことが発見された。この変異は、コイルドコイルドメイン、DNA結合ドメイン、N末端ドメインまたはSH2ドメインの欠陥によって引き起こされる。この欠陥は核内での脱リン酸化を不可能なものとし、リン酸化を増加させる。これらのプロセスは、インターフェロンα、β、γまたはインターロイキン-27などのサイトカインに依存する。また上記のように、IL-17Aの低レベル化も観察されており、免疫応答のTh17細胞極性化が損なわれた。
STAT1機能獲得変異を持つCMC患者には、フルコナゾール、イトラコナゾール、ポサコナゾールなどのアゾール系抗真菌薬による治療がほとんどあるいはまったく効果がない。この患者は、一般的なウイルス及び細菌感染症に加えて、自己免疫疾患または癌腫さえも発症する。多様な症状や治療抵抗性があるため、治療法を見つける過程は非常に複雑なものとなる。治療法の選択肢として、ルキソリチニブなどのJAK / STAT経路の阻害剤が検討されている。

## 相互作用分子
STAT1は以下の生体分子と相互作用することが知られている。
- BRCA1[22]
- C-jun[23]
- CD117[24]
- CREB結合タンパク質[25]
- ビタミンD受容体[26]
- 上皮成長因子受容体[27][28]
- ファンコーニ貧血相補群Cタンパク質[29][30][31]
- GNB2L1[32][33]
- IFNAR2[32][34]
- IRF1[35]
- ISGF3G[36]
- インターロイキン27受容体αサブユニット[37]
- MCM5[38][39]
- mTOR[40]
- PIAS1[41]
- PRKCD[40]
- PTK2[42]
- プロテインキナーゼR[43][44]
- STAT2[45][46][47]
- STAT3[28][48][49]
- Src[27][50]
- TRADD[51]